# R.A. Dickey
Robert Allen "R.A." Dickey, född den 29 oktober 1974 i Nashville i Tennessee, är en amerikansk professionell basebollspelare som är free agent. Han spelade senast för Atlanta Braves i Major League Baseball (MLB). Dickey är högerhänt pitcher.

## Karriär

### Major League Baseball
Dickey debuterade i MLB 2001 för Texas Rangers, där han spelade till och med 2006. Efter ett års spel för en farmarklubb till Milwaukee Brewers spelade han 2008 för Seattle Mariners och 2009 för Minnesota Twins. 2010–2012 spelade han för New York Mets.
Dickey var 2012 den enda pitchern i MLB som kastade en knuckleball som sitt huvudsakliga kast. Samtidigt var den säsongen hans klart bästa i karriären. Han vann 20 matcher (näst bäst i National League), hade en earned run average (ERA) på 2,73 (också näst bäst i ligan) och 230 strikeouts (bäst i ligan). Hans prestationer ledde till att han för första gången togs ut till MLB:s all star-match och han vann även Cy Young Award, priset till ligans bästa pitcher. Detta var första gången som en knuckleball-pitcher vann Cy Young Award.
I december 2012 bytte Mets bort Dickey och två andra spelare till Toronto Blue Jays i utbyte mot fyra spelare, däribland Travis d'Arnaud och Noah Syndergaard, som bedömdes vara två av Blue Jays mest lovande unga talanger. Samtidigt förlängde Dickey sitt kontrakt till och med 2015 för 30 miljoner dollar med en möjlighet för klubben att förlänga kontraktet ytterligare ett år.
2013 blev inte lika framgångsrikt som 2012. Dickey var 14-13 (14 vinster och 13 förluster) med en ERA på 4,21 och 177 strikeouts på 34 starter för Blue Jays. Efter säsongen belönades han dock för sitt defensiva spel med sin första Gold Glove Award. 2014, precis som året innan, fick Dickey äran att starta Blue Jays första match för säsongen. Den 27 juni nådde han milstolpen 1 000 strikeouts under karriären. Under hela säsongen hade han nästan identisk statistik som föregående säsong – 14-13 och 3,71 ERA på 34 starter. 2015 var han 11-11 med en ERA på 3,91 på 33 starter. Efter den säsongen utnyttjade Blue Jays sin möjlighet att förlänga hans kontrakt ett år för tolv miljoner dollar. 2016 blev hans sista säsong för Toronto och han var 10-15 med en ERA på 4,46 på 30 matcher, varav 29 starter.
I november 2016 skrev Dickey på ett ettårskontrakt värt 7,5 miljoner dollar med Atlanta Braves. Kontraktet innehöll även en option för klubben att förlänga kontraktet ett år till för åtta miljoner dollar. Han gjorde 31 starter för Braves 2017 och var på dem 10-10 med en ERA på 4,26.

### Internationellt
Dickey tog brons för USA vid olympiska sommarspelen 1996 i Atlanta.
Dickey representerade även USA vid World Baseball Classic 2013. Han startade två matcher och var 0-1 med en ERA på 5,00 och sex strikeouts.